# شبكة النقل بين الكواكب

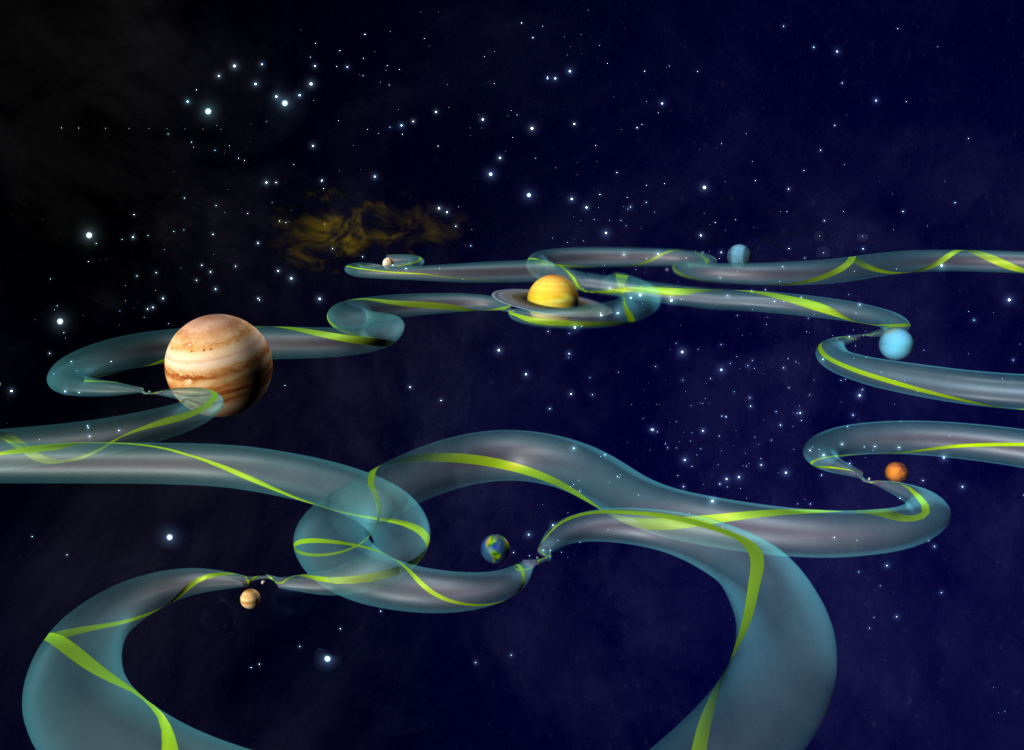
تم تصميم هذا التمثيل الأنيق لشبكة النقل بين الكواكب لإظهار المسار (غالبا ما يكون ملتوياً) والذي تعبره عبر النظام الشمسي. يمثل الشريط الأخضر مسارا من بين العديد من المسارات الممكنة حسابيا على طول سطح الأنبوب الداكن. حيث تمثل المواقع التي يتغير فيها مسار الشريط فجأة نقاط لاغرانج، في حين تمثل المواقع الضيقة كل المواقع التي تظل فيها الأجسام في مدار مؤقت حول نقطة قبل الاستمرار.

شبكة النقل بين الكواكب (بالإنجليزية: Interplanetary Transport Network)‏ أو اختصارا ITN  هي مجموعة ديناميكية من مسارات الجاذبية المفضلة عبر النظام الشمسي، حيث يمكن للأجسام السماوية والمركبات الفضائية على حد سواء استخدامها للتنقل من نقطة إلى أخرى بمساعدة القليل من الطاقة. تستخدم شبكة النقل بين الكواكب نقاط لاغرانج بشكل خاص كمواقع لإعادة توجيه المسارات عبر الفضاء باستخدام طاقة قليلة أو معدومة. تمتلك هذه النقاط خاصية فريدة تسمح للأجسام بالدوران حولها، على الرغم من عدم وجود جسم حول المدار. في الوقت الذي يتم فيه استخدام القليل من الطاقة، يمكن لهذه الرحلات الاستمرار لفترة طويلة جدا. يقول شين روس في هذا الشأن: «بسبب الوقت الطويل اللازم لتحقيق تنقل منخفض الطاقة بين الكواكب، تبقى الطرق السريعة بين الكواكب غير عملية حاليا للتنقلات بين الكواكب (من الأرض إلى المريخ على سبيل المثال).»

## تاريخ
يعود الأصل وراء اكتشاف شبكة النقل بين الكواكب إلى البحث عن الطبيعة الدقيقة للمسارات المتعرجة بالقرب من نقاط لاغرانج بين الأرض والشمس والأرض والقمر. درست هذه الشبكة لأول مرة من طرف هنري بوانكاريه خلال سنوات سنوات 1980. حيث لاحظ أن الطرق المؤدية إلى أي من هذه النقاط ومنها تؤدي دائما تقريبا إلى إنشاء مدار حول هذه النقاط. هناك في الواقع عدد لا نهائي من المسارات المؤدية أو التي تبدا من هذه النقطة، لا تتطلب كلها أي تغيير في الطاقة لتحقيق ذلك. بمجرد مرورها تشكل هذه الطرق أنبوبا مع المدار حول نقطة لاغرانج في نهاية واحدة. يعود أصل تحديد هذه المسارات إلى الرياضيين تشارلز كاميرون كونلي وريتشارد ماكغيهي في سنة 1968. قدم العمل النظري الذي قام به إدوارد بلبرونو في سنة 1994  أول نظرة ثاقبة عن طبيعة شبكة النقل بين الكواكب بين الأرض والقمر، هذا العمل الذي استخدمه مسبار هايتن (أول مسبار قمري ياباني) في انتقاله إلى مدار القمر.
انطلاقا من سنة 1997 كتب كل من مارتن لو وشين د. روس وآخرون سلسلة من المقالات التي تحدد القواعد الرياضية التي سيتم تطبيقها على مسبار جينيسيس للعودة بعينة من الرياح الشمسية إلى الأرض بالإضافة إلى بعثات القمر والمشتري. أين تحدثو عن ما أطلقو عليه اسم الطريق السريع بين الكواكب (بالإنجليزية: Interplanetary Superhighway)‏.

## المسارات
من السهل جدا كما اتضح العبور من مسار يؤدي إلى نقطة واحدة تؤدي إلى الخروج. وهذا أمر منطقي، لأن المدار غير مستقر، مما يعني أن أحدهما سينتهي في نهاية المطاف إلى أحد المسارات المتوجهة إلى الخارج دن إنفاق أي طاقة على الإطلاق. قام إدوارد بلبرونو في هذا الصدد بصياغة مصطلح يصف هذا التأثير تحت مسمى «حدود الاستقرار الضعيفة» أو «الحدود الغامضة». لكن ومع بعض الحسابات الدقيقة يمكن تحديد أي من تلك المسارات المنتهية سيتم اختيارها. وهذا مفيد لأن العديد من هذه المسارات تؤدي إلى أماكن من الفضاء مثيرة للاهتمام كالقمر أو أقمار غاليليو التابعة لكوكب المشتري. وهكذا، بالنظر إلى تكلفة الطاقة المنخفضة نسبيا للسفر إلى نقطة لاغرانج L2، من الممكن الوصول إلى العديد من الأماكن الأخرى مع القليل من الطاقة الإضافية.
تتطلب عمليات التنقل عبر هذه الشبكة القليل من الطاقة، ما يجعل من الممكن السفر إلى أي مكان في النظام الشمسي. لكن من ناحية أخرى، تبقى عملية التنقل هذ  بطيئة جدا ومفيدة فقط للمسابير الآلية. استخدمت شبكة النقل بين الكواكب بالفعل لنقل المركبات الفضائية إلى نقطة لاغرانج L1، وهي نقطة مفيدة لدراسة الشمس استخدمت أخيرا في عدة بعثات بما فيها بعثة جينيسيس، التي تعرف على أنها أول بعثة تجلب عينات من الرياح الشمسية إلى الأرض.
شبكة النقل بين الكواكب هي مفيدة أيضا لفهم ديناميات النظام الشمسي؛  على سبيل المثال اتباع المذنب شوميكار-ليفي 9 لمثل هذا المسار أثناء رحلته للاصطدام مع كوكب المشتري. استخدم المسبار الصيني تشانغ آه-2 مؤخر شبكة النقل بين الكواكب للذهاب من مدار القمر إلى لاغرانج L2، ومن ثم إلى الكويكب 4179 توتاتيس.